# Eupithecia costalis
Eupithecia costalis là một loài bướm đêm trong họ Geometridae.